# Corredoira (Manzaneda)
Corredoira (llamado oficialmente A Corredoira) es un barrio situado en la parroquia de Manzaneda, del municipio español de Manzaneda, en la provincia de Orense, Galicia.

## Demografía
| Gráfica de evolución demográfica de Corredoira entre 2000 y 2022 |
|                                                                  |
| Datos según el nomenclátor publicado por el INE.                 |